# Diala Barakat
Pour les articles homonymes, voir Barakat.
Diala Barakat (en arabe : ديالا بركات), née en 1980 à Homs, est une femme politique syrienne. Elle est nommée ministre de la Culture dans le gouvernement al-Jalali le 23 septembre 2024, assurant cette fonction jusqu'à la chute du régime Assad.  

## Biographie
Diala Barakat naît en 1980 à Homs, dans le gouvernorat de Homs (Syrie). Elle étudie à l'université de Damas, puis à l'université de Rome III.
Elle est membre du Parti social nationaliste syrien, parti d'extrême droite ultranationaliste ; elle y occupe des fonctions de direction. Elle est directrice adjointe du département des Antiquités et musées de la ville de Homs. Elle est aussi responsables de fouilles archéologiques. 
En août 2021, elle est nommée ministre d'État pour les Affaires de développement du Sud au sein du gouvernement de Hussein Arnous. Elle devient ensuite ministre de la Culture au sein du gouvernement al-Jalali le 23 septembre 2024 (dernier gouvernement avant la chute du régime Assad). 

## Sanctions internationales
Elle est placée sous sanctions internationales, notamment par la France et la Suisse. Elle est accusée de « [partager] la responsabilité de la répression violente exercée par le régime syrien contre la population civile »,.